# 칸네메예리아
칸네메예리아(Kannemeyeria)는 중생대 트라이아스기 전기(2억4,800만년~2억3,500만년전)에 살았던 대형 초식단궁류이다. 단궁강-수궁목-칸네메예리아과에 속한다. 몸 전체 길이는 약 2m~3m정도이고, 체중은 250kg~1t에 달했을 것으로 추정된다. 약 40cm정도 되는 두개골은 단단하고, 눈구멍과 콧구멍이 크며, 비교적 경량이었다. 전체적인 몸통도 단단한 형태를 띠고 있다. 다리가 짧고 움직임이 둔했을 것으로 보인다.

## 분포
칸네메예리아속은 남아프리카, 남아메리카, 인도, 중국 등에서 화석이 출토되었다.

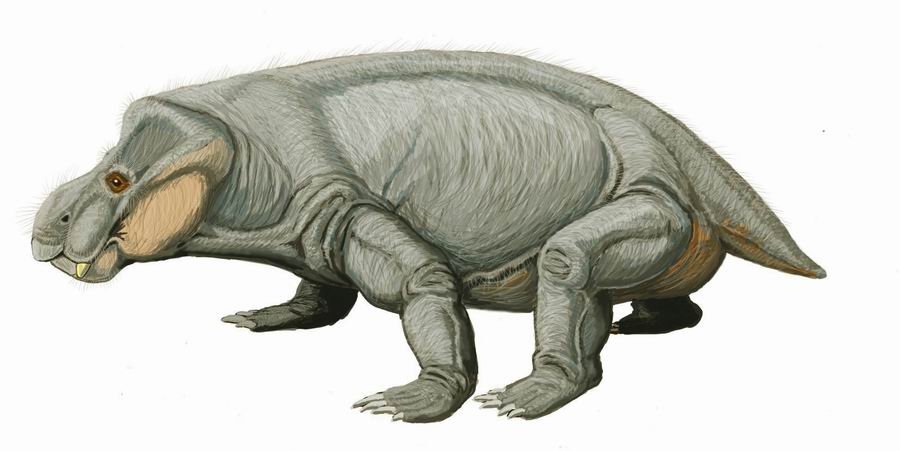
복원 상상도
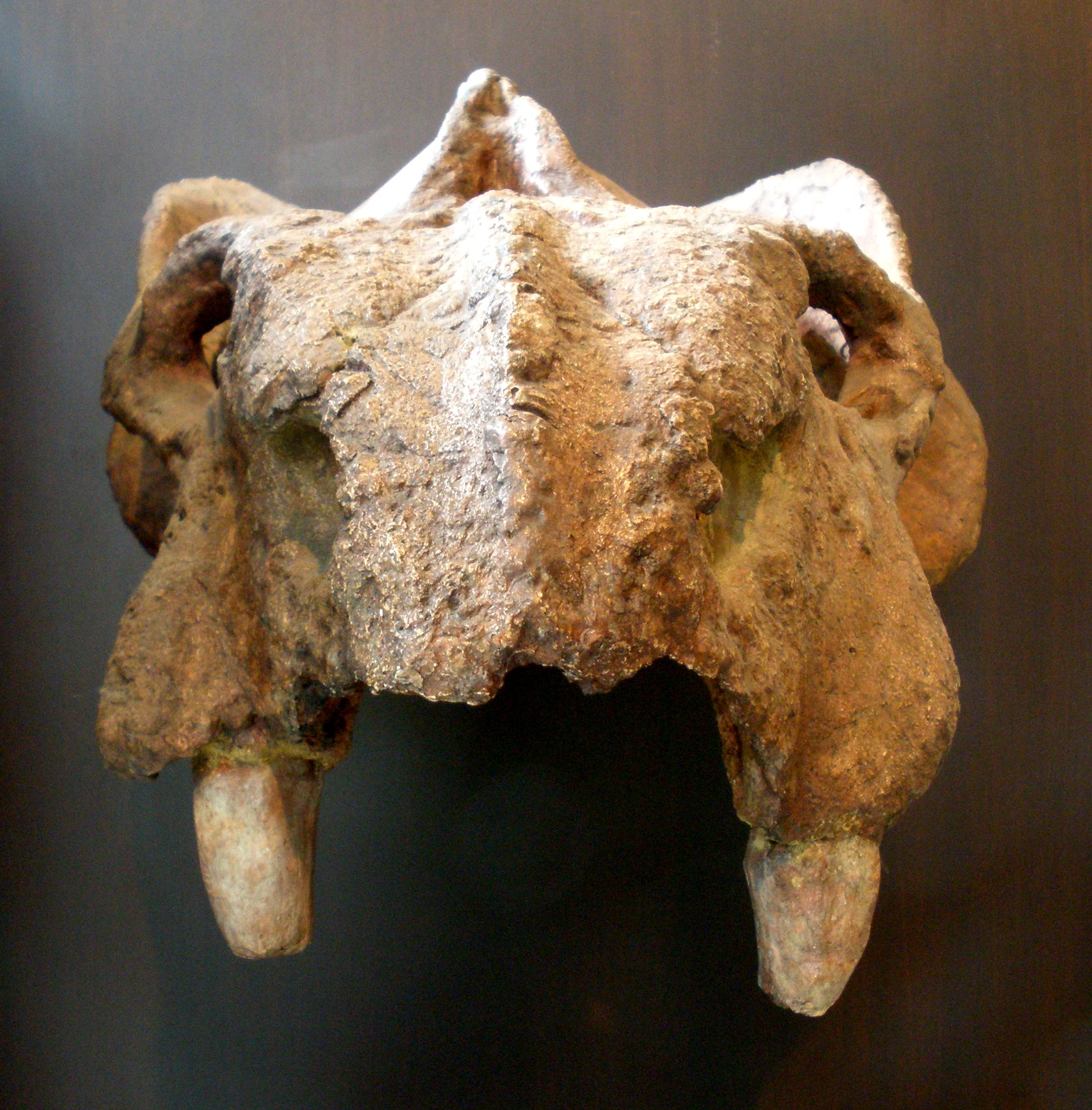
두개골 화석